# Blh (řeka)
Blh je řeka na jihovýchodě středního Slovenska, protéká okresem Rimavská Sobota. Je to levostranný přítok Rimavy, má délku 52,5 km, průměrný průtok je 0,9 m3/s u obce Rimavská Seč. Blh je typem pahorkatino-nížinné řeky.
Pramení v Stolických vrších pod vrchem Tŕstie (1120.9 m n. m.) v nadmořské výšce kolem 980 m n. m.
Nejprve teče na jih a později se stáčí na jihovýchod, zleva přibírá přítok z oblasti Krokava (447,3 m n. m.), protéká obcí Ratkovská Zdychava a zleva přibírá Krokavku. Vstupuje do Revúcké vrchoviny, protéká obcí Rovné a tok řeky se stáčí více na jih. Teče obcí Potok, z pravé strany přibírá Dobrou a protéká oblastí s výskytem porostu olše a vzácné kapradiny pérovník pštrosí (chráněný areál Alúvium Blhu).
Koryto řeky se dále rozšiřuje, protéká obcí Hrušovo, přibírá pravostranný Striežovský potok (243,1 m n. m.) a teče krasovou oblastí (Drienčanský kras) s několika jeskyněmi na obou březích. Dále se stáčí na jihovýchod, protéká okrajem obce Drienčany a vtéká do vodní nádrže Teplý vrch. Pod přehradním zdí teče přes obec Teplý Vrch na jih, zprava přibírá potok Papča (202,3 m n. m.), protéká přes obec Veľký Blh a mezi obcí Uzovská Panica a osadou Semsurov přibírá zprava Dražický potok.
Pak teče na jihovýchod souběžně s potokem Rakytník na levé straně, vedle obci Tomášovce, přibírá zprava Tomášovský potok a u obce Rakytník i stejnojmenný přítok. Následně protéká kolem obcí Bátka a Dulovo, zde přibírá z pravé strany Hnojník, teče okrajem obcí Žíp, Vieska nad Blhom a Radnovce, při níž přibírá pravostranný Radnovský potok. Ve směru toku dále následují obce Cakov, Ivanice a Zádor na levém břehu a na katastrálním území obce Rimavská Seč se v nadmořské výšce cca 155 m n. m. vlévá do řeky Rimava.